# Società Sportiva Barletta 1977-1978
Questa voce raccoglie le informazioni riguardanti la Società Sportiva Barletta nelle competizioni ufficiali della stagione 1977-1978.

## Stagione
La Società Sportiva Barletta ottiene la salvezza alla fine della stagione classificandosi all'ottavo posto.

## Divise
La maglia è bianca con risvolti rossi, con calzoncini bianchi.

## Organigramma societario
Area direttiva
- Presidente: Francesco Francavilla

Area organizzativa
- Segretario: Nicola Stellatelli

Area tecnica
- Allenatore: Francisco Lojacono poi Vincenzo Margiotta
- Allenatore in seconda: Vincenzo Margiotta e Savino Di Paola

Area medica
- Medico sociale: Vito Lattanzio

## Rosa
| N. |                   | Ruolo | Calciatore           |
| -- | ----------------- | ----- | -------------------- |
|    | Italia (bandiera) | P     | Liseo Filadi         |
|    | Italia (bandiera) | P     | Vincenzo Laveneziana |
|    | Italia (bandiera) | D     | Angelo Aroldi        |
|    | Italia (bandiera) | D     | Giovanni Biasio      |
|    | Italia (bandiera) | D     | Antonio Eusebio      |
|    | Italia (bandiera) | D     | Paolo Ferla          |
|    | Italia (bandiera) | D     | Michele Forina       |
|    | Italia (bandiera) | D     | Gianni Guerrato      |
|    | Italia (bandiera) | D     | Vito Iosche          |
|    | Italia (bandiera) | D     | Pier Giorgio Sambo   |
|    | Italia (bandiera) | D     | Domenico Tanzi       |
|    | Italia (bandiera) | C     | Ciro Bilardi         |

| N. |                   | Ruolo | Calciatore               |
| -- | ----------------- | ----- | ------------------------ |
|    | Italia (bandiera) | C     | Paolo Cariati (capitano) |
|    | Italia (bandiera) | C     | Mario Corsi              |
|    | Italia (bandiera) | C     | Franco Merafina          |
|    | Italia (bandiera) | C     | Michele Merafina         |
|    | Italia (bandiera) | C     | Alberino Tiozzo          |
|    | Italia (bandiera) | C     | Gino Veronese            |
|    | Italia (bandiera) | A     | Salvatore Esposito       |
|    | Italia (bandiera) | A     | Nicola Fiotta            |
|    | Italia (bandiera) | A     | Italo Florio             |
|    | Italia (bandiera) | A     | Paolo Mariani            |
|    | Italia (bandiera) | A     | Ivo Perissinotto         |
|    | Italia (bandiera) | A     | Bruno Zanolla            |

## Risultati

### Serie C girone C

#### Girone di andata
| Barletta 11 settembre 1977 1ª giornata             | Barletta  | 1 – 0 referto | Paganese | Stadio Comunale |
| \| \| \| \| \| Perissinotto 62’ \| Marcatori \| \| |           |               |          |                 |
|                                                    |           |               |          |                 |
| Perissinotto 62’                                   | Marcatori |               |          |                 |

| Campobasso 18 settembre 1977 2ª giornata | Campobasso | 0 – 0 | Barletta | Stadio Giovanni Romagnoli |

| Barletta 25 settembre 1977 3ª giornata | Barletta | 1 – 1 | Ragusa | Stadio Comunale |

| Barletta 2 ottobre 1977 4ª giornata | Barletta | 2 – 1 | Matera | Stadio Comunale |

| Sorrento 9 ottobre 1977 5ª giornata | Sorrento | 1 – 0 | Barletta | Stadio Italia |

| Barletta 16 ottobre 1977 6ª giornata | Barletta | 0 – 1 | Turris | Stadio Comunale |

| Nocera Inferiore 23 ottobre 1977 7ª giornata | Nocerina | 2 – 0 | Barletta | Stadio San Francesco d'Assisi |

| Barletta 30 ottobre 1977 8ª giornata | Barletta | 2 – 2 | Crotone | Stadio Comunale |

| Latina 6 novembre 1977 9ª giornata               | Latina    | 1 – 2 referto  | Barletta | Stadio Comunale |
| \| \| \| \| \| \| Marcatori \| Bilardi Tiozzo \| |           |                |          |                 |
|                                                  |           |                |          |                 |
|                                                  | Marcatori | Bilardi Tiozzo |          |                 |

| Benevento 13 novembre 1977 10ª giornata | Benevento | 4 – 0 | Barletta | Stadio Santa Colomba |

| Barletta 20 novembre 1977 11ª giornata | Barletta | 1 – 0 | Marsala | Stadio Comunale |

| Brindisi 27 novembre 1977 12ª giornata | Brindisi | 1 – 1 | Barletta | Stadio Franco Fanuzzi |

| Barletta 4 dicembre 1977 13ª giornata | Barletta | 3 – 1 | Pro Vasto | Stadio Comunale |

| Salerno 11 dicembre 1977 14ª giornata                                              | Salernitana | 3 – 1 referto | Barletta | Stadio Donato Vestuti |
| \| \| \| \| \| Tivelli 18’ (rig.), 85’ Ghilardi 47’ \| Marcatori \| 34’ Bilardi \| |             |               |          |                       |
|                                                                                    |             |               |          |                       |
| Tivelli 18’ (rig.), 85’ Ghilardi 47’                                               | Marcatori   | 34’ Bilardi   |          |                       |

| Monopoli 18 dicembre 1977 15ª giornata                                | Barletta  | 2 – 0 referto | Siracusa | Stadio Vito Simone Veneziani |
| \| \| \| \| \| Gobbi 54’ (aut.) Bilardi 60’ (rig.) \| Marcatori \| \| |           |               |          |                              |
|                                                                       |           |               |          |                              |
| Gobbi 54’ (aut.) Bilardi 60’ (rig.)                                   | Marcatori |               |          |                              |

| Barletta 31 dicembre 1977 16ª giornata | Barletta | 0 – 0 | Pro Cavese | Stadio Comunale |

| Erice 8 gennaio 1978 17ª giornata | Trapani | 1 – 3 | Barletta | Stadio Polisportivo Provinciale |

| Barletta 15 gennaio 1978 18ª giornata | Barletta | 2 – 1 | Catania | Stadio Comunale |

| Reggio Calabria 22 gennaio 1978 19ª giornata | Reggina | 2 – 0 | Barletta | Stadio Comunale |

#### Girone di ritorno
| Pagani 29 gennaio 1978 20ª giornata | Paganese | 0 – 0 referto | Barletta | Stadio Comunale |

| Barletta 5 febbraio 1978 21ª giornata | Barletta | 2 – 0 | Campobasso | Stadio Comunale |

| Ragusa 12 febbraio 1978 22ª giornata | Ragusa | 0 – 0 | Barletta | Stadio Selvaggio |

| Matera 19 febbraio 1978 23ª giornata | Matera | 1 – 1 | Barletta | Stadio XXI Settembre |

| Barletta 26 febbraio 1978 24ª giornata | Barletta | 0 – 1 | Sorrento | Stadio Comunale |

| Torre del Greco 5 marzo 1978 25ª giornata | Turris | 1 – 1 | Barletta | Stadio Amerigo Liguori |

| Barletta 12 marzo 1978 26ª giornata                       | Barletta  | 1 – 1 [http://www.cuorebiancorosso.com/index.php?option=com_content&view=article&id=491:i-precedenti-contro-la-nocerina referto] | Nocerina | Stadio Comunale |
| \| \| \| \| \| Zanolla 17’ \| Marcatori \| 88’ Garlini \| |           | |          |                 |
|                                                           |           | |          |                 |
| Zanolla 17’                                               | Marcatori | 88’ Garlini |          |                 |

| Crotone 19 marzo 1978 27ª giornata | Crotone | 0 – 0 | Barletta | Stadio Ezio Scida |

| Barletta 2 aprile 1978 28ª giornata                       | Barletta  | 1 – 1 referto | Latina | Stadio Comunale |
| \| \| \| \| \| Florio 38’ \| Marcatori \| 39’ Pezzuoli \| |           |               |        |                 |
|                                                           |           |               |        |                 |
| Florio 38’                                                | Marcatori | 39’ Pezzuoli  |        |                 |

| Barletta 9 aprile 1978 29ª giornata | Barletta | 1 – 0 | Benevento | Stadio Comunale |

| Marsala 16 aprile 1978 30ª giornata | Marsala | 1 – 1 | Barletta | Stadio Antonino Lombardo Angotta |

| Barletta 23 aprile 1978 31ª giornata | Barletta | 2 – 0 | Brindisi | Stadio Comunale |

| Vasto 30 aprile 1978 32ª giornata | Pro Vasto | 0 – 0 | Barletta | Stadio Aragona |

| Barletta 7 maggio 1978 33ª giornata           | Barletta  | 1 – 0 referto | Salernitana | Stadio Comunale |
| \| \| \| \| \| Zanolla 69’ \| Marcatori \| \| |           |               |             |                 |
|                                               |           |               |             |                 |
| Zanolla 69’                                   | Marcatori |               |             |                 |

| Siracusa 14 maggio 1978 34ª giornata | Siracusa | 3 – 1 | Barletta | Stadio Vittorio Emanuele III d'Italia |

| Cava de' Tirreni 21 maggio 1978 35ª giornata | Pro Cavese | 3 – 1 | Barletta | Stadio Comunale |

| Barletta 28 maggio 1978 36ª giornata | Barletta | 1 – 0 | Trapani | Stadio Comunale |

| Catania 4 giugno 1978 37ª giornata | Catania | 2 – 0 | Barletta | Stadio Cibali |

| Barletta 11 giugno 1978 38ª giornata | Barletta | 0 – 2 | Reggina | Stadio Comunale |

### Coppa Italia Semiprofessionisti

#### Girone 27
| Potenza 1977 giornata | Potenza | 1 – 0 | Barletta | Stadio Alfredo Viviani |

| Barletta 1977 giornata | Barletta | 0 – 1 | Matera | Stadio Comunale |

| Barletta 1977 giornata | Barletta | 1 – 1 | Potenza | Stadio Comunale |

| Matera 1977 giornata | Matera | 2 – 0 | Barletta | Stadio XXI Settembre |

## Statistiche

### Statistiche di squadra
| Competizione           | Punti | In casa | In casa | In casa | In casa | In casa | In casa | In trasferta | In trasferta | In trasferta | In trasferta | In trasferta | In trasferta | Totale | Totale | Totale | Totale | Totale | Totale | DR |
| Competizione           | Punti | G       | V       | N       | P       | Gf      | Gs      | G            | V            | N            | P            | Gf           | Gs           | G      | V      | N      | P      | Gf     | Gs     | DR |
| ---------------------- | ----- | ------- | ------- | ------- | ------- | ------- | ------- | ------------ | ------------ | ------------ | ------------ | ------------ | ------------ | ------ | ------ | ------ | ------ | ------ | ------ | -- |
| Serie C                | 40    | 19      | 11      | 5       | 3       | 23      | 12      | 19           | 2            | 9            | 8            | 12           | 26           | 38     | 13     | 14     | 11     | 35     | 38     | -3 |
| Coppa Italia Semiprof. | 1     | 2       | 0       | 1       | 1       | 1       | 2       | 2            | 0            | 0            | 2            | 0            | 3            | 4      | 0      | 1      | 3      | 1      | 5      | -4 |
| Totale                 | 41    | 21      | 11      | 6       | 4       | 24      | 14      | 21           | 2            | 9            | 10           | 12           | 29           | 42     | 13     | 15     | 14     | 36     | 43     | -7 |

### Statistiche dei giocatori
| Giocatore       | Serie C  | Serie C | Coppa Italia Semiprofessionisti | Coppa Italia Semiprofessionisti | Totale   | Totale |
| Giocatore       | Presenze | Reti    | Presenze                        | Reti                            | Presenze | Reti   |
| --------------- | -------- | ------- | ------------------------------- | ------------------------------- | -------- | ------ |
| A. Aroldi       | 2        | 0       | ?                               | ?                               | 2+       | 0+     |
| G. Biasio       | 34       | 0       | ?                               | ?                               | 34+      | 0+     |
| C. Bilardi      | 34       | 10      | ?                               | ?                               | 34+      | 10+    |
| P. Cariati      | 37       | 1       | ?                               | ?                               | 37+      | 1+     |
| M. Corsi        | 35       | 0       | ?                               | ?                               | 35+      | 0+     |
| S. Esposito     | 5        | 0       | ?                               | ?                               | 5+       | 0+     |
| A. Eusebio      | 1        | 0       | ?                               | ?                               | 1+       | 0+     |
| P. Ferla        | 12       | 0       | ?                               | ?                               | 12+      | 0+     |
| L. Filadi       | 25       | ?       | ?                               | ?                               | 25+      | ?      |
| N. Fiotta       | 4        | 0       | ?                               | ?                               | 4+       | 0+     |
| I. Florio       | 36       | 6       | ?                               | ?                               | 36+      | 6+     |
| M. Forina       | 1        | 0       | ?                               | ?                               | 1+       | 0+     |
| G. Guerrato     | 25       | 0       | ?                               | ?                               | 25+      | 0+     |
| V. Iosche       | 34       | 2       | ?                               | ?                               | 34+      | 2+     |
| V. Laveneziana  | 14       | ?       | ?                               | ?                               | 14+      | ?      |
| P. Mariani      | 1        | 0       | ?                               | ?                               | 1+       | 0+     |
| F. Merafina     | 1        | 0       | ?                               | ?                               | 1+       | 0+     |
| M. Merafina     | 13       | 0       | ?                               | ?                               | 13+      | 0+     |
| I. Perissinotto | 32       | 5       | ?                               | ?                               | 32+      | 5+     |
| P.G. Sambo      | 34       | 1       | ?                               | ?                               | 34+      | 1+     |
| D. Tanzi        | 7        | 0       | ?                               | ?                               | 7+       | 0+     |
| A. Tiozzo       | 20       | 2       | ?                               | ?                               | 20+      | 2+     |
| G. Veronese     | 2        | 0       | ?                               | ?                               | 2+       | 0+     |
| B. Zanolla      | 29       | 7       | ?                               | ?                               | 29+      | 7+     |